# Cóctel molotov

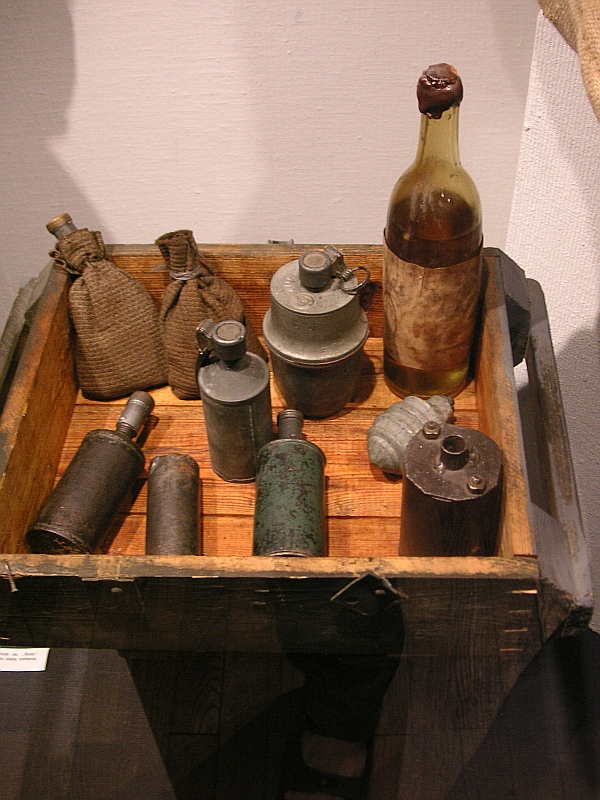
Cóctel molotov y granadas artesanales, utilizadas durante el Alzamiento de Varsovia.

Un cóctel molotov (o bomba molotov) es una bomba incendiaria de fabricación casera cuyo propósito, más que la carente explosión, es de la expansión de los líquidos inflamables que contiene. Este artilugio está confeccionado de una mezcla de ciertos productos inflamables (por ejemplo gasolina) con aceite de motor o serrín en un recipiente de vidrio. Se le clasifica como bomba termobárica de baja intensidad.

## Origen del nombre
Aunque este tipo de bombas incendiarias se originaron en la guerra civil española, más concretamente en la Batalla de Seseña bajo el nombre de bombas de gasolina, el nombre común de este artefacto explosivo tiene su origen en la Guerra de Invierno del año 1939. En aquella época Viacheslav Mólotov (ministro de Asuntos Exteriores de la Unión Soviética) comunicó por radio a la población finlandesa durante la guerra que la Fuerza Aérea del Ejército Rojo no les estaba bombardeando, sino que les suministraba comida por vía aérea. Sarcásticamente, los finlandeses empezaron a llamar a las bombas de racimo soviéticas «canastas o cestas de pan de Mólotov», y a las botellas llenas de combustibles que arrojaban contra los tanques soviéticos «cóctel molotov», como un juego de palabras con una bebida y la supuesta comida arrojada por los rusos.

## Distintos modelos y utilización

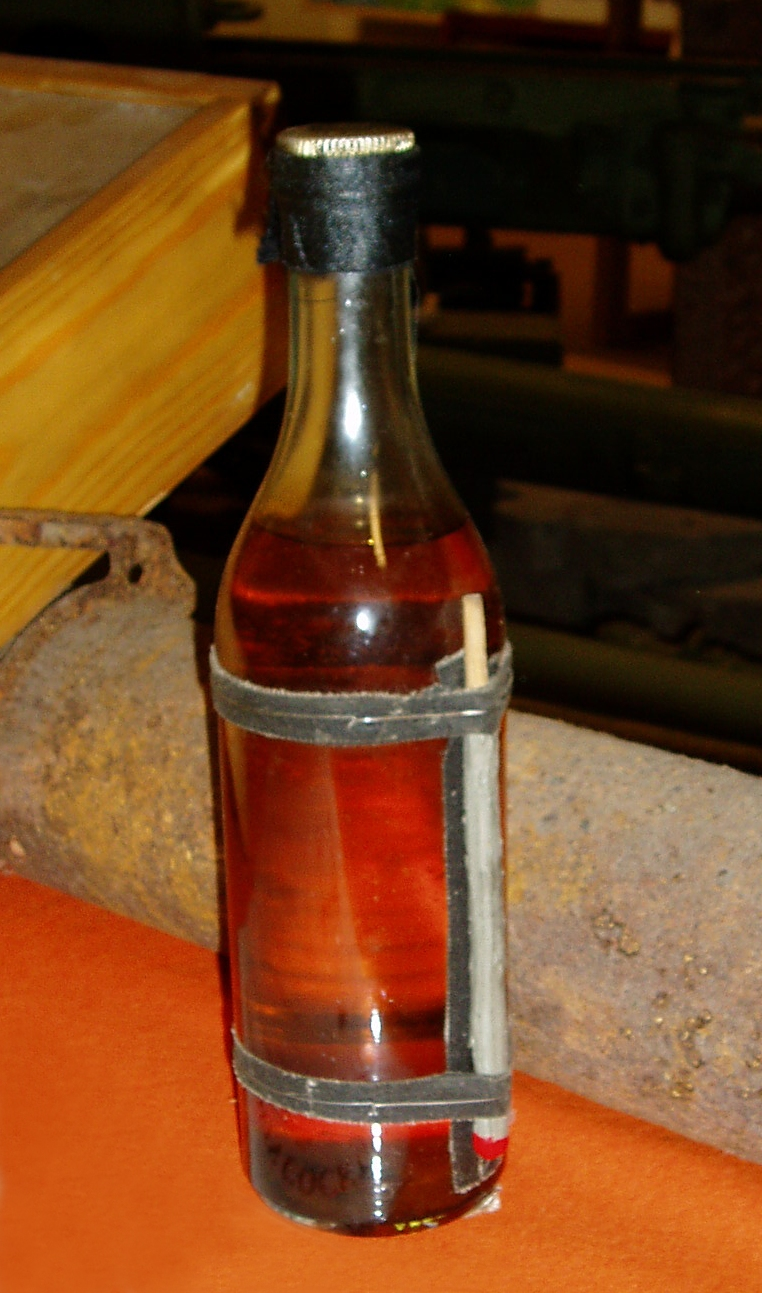
Modelo original de cóctel molotov finlandés.

En los modelos clásicos, un trapo o pedazo de tela en la boca de una botella de vidrio, (originalmente se utilizaban botellas de alcohol), sirve como mecha. Se enciende la mecha y se lanza. Al romperse el vidrio, el contenido se esparce a la vez que entra en contacto con la llama y se incendia, generando así una pequeña explosión. El aceite de motor hace que la gasolina se adhiera a cualquier superficie.
En los cócteles de impacto, en lugar de mecha, se utiliza ácido sulfúrico y clorato de potasio. Al lanzarse la bomba, el vidrio se rompe y el ácido entra en contacto con el clorato potásico generando una fuerte reacción exotérmica (aumento brusco de la temperatura), que hace inflamar el combustible. Además de los daños por el fuego, se añade el daño corrosivo del ácido. Otra característica de la bomba de ácido es que en los enfrentamientos nocturnos no revela la posición del lanzador.
Se ha empleado principalmente en los conflictos urbanos, dada su fácil elaboración y bajo costo. También se ha usado en la manifestaciones violentas o motines en numerosos países contra la policía antidisturbios. Tuvo gran éxito como arma antitanque, usándose inicialmente durante la guerra civil española por parte de los sublevados, dada la escasez de medios con los que contaban en un principio, contra los tanques ligeros T-26 con los que los soviéticos dotaron al ejército del bando republicano para la defensa de Madrid.
Un antecesor de este concepto, el «cóctel Domínguez» puede encontrarse en una descripción de un ataque en la costa de Calahonda, Granada el 10 de julio de 1831 en el que se intentaba evitar contrabando marítimo, «el patrón arrojó varios frascos de fuego al contrabandista».

## Desarrollo y uso en la guerra

### Guerra civil española

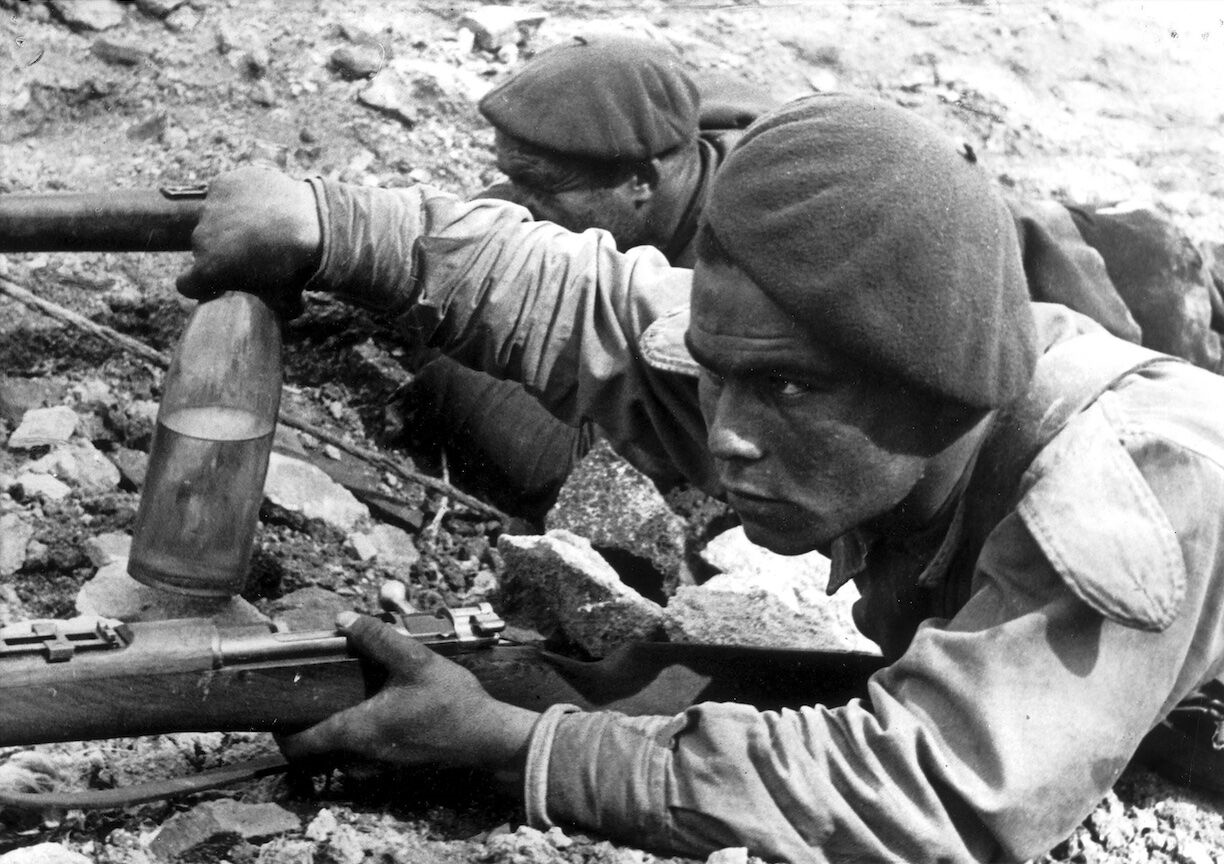
Dos requetés combatiendo en la guerra civil española, abril de 1937. Nótese como uno de ellos sostiene una bomba de gasolina.

Los artefactos incendiarios improvisados de este tipo se utilizaron en la guerra por primera vez en la guerra civil española entre julio de 1936 y abril de 1939, antes de que fueran conocidos como "cócteles Molotov". En 1936, el general Francisco Franco ordenó a la Fuerzas rebeldes que utilizara el arma contra los tanques soviéticos T-26 que apoyaban a la República española en un asalto fallido al bastión nacionalista de Seseña, cerca de Toledo, 40 km (24,9 mi) al sur de Madrid. Después de eso, ambos bandos utilizaron simples bombas de gasolina flameadas con gas tóxico o mantas empapadas de gasolina con cierto éxito. Tom Wintringham, un veterano de las Brigadas Internacionaless, publicó más tarde el método que recomendaba para utilizarlas:
"Hacíamos uso de las "bombas de gasolina" de la siguiente manera: coge un bote de mermelada de cristal de 2 libras. Llénalo de gasolina. Tome una cortina pesada, la mitad de una manta, o algún otro material pesado. Envuélvelo sobre la boca del tarro, átalo alrededor del cuello con una cuerda y deja los extremos del material colgando. Cuando quieras usarlo, ten a alguien cerca con una luz [es decir, una fuente de ignición]. Pon una esquina del material delante de ti, dale la vuelta a la botella para que la gasolina salga por la boca de la botella y gotee sobre esta esquina del material. Vuelve a girar la botella hacia arriba, sujétala con la mano derecha, con la mayor parte de la manta agrupada debajo de la botella, con la mano izquierda coge la manta cerca de la esquina que está mojada con gasolina. Espere a que su tanque. Cuando esté lo suficientemente cerca, tu compañero [o camarada de armas] enciende la esquina empapada de gasolina de la manta. Tira la botella y la manta en cuanto esta esquina esté encendida. (No puedes lanzarla lejos.) Procura que caiga delante del tanque. La manta debe engancharse en las vías o en una rueda dentada, o enrollarse alrededor de un eje. La botella se romperá, pero la gasolina debe empapar la manta lo suficiente como para hacer un fuego realmente saludable que quemará las ruedas de goma sobre las que corre la pista del tanque, prenderá fuego al carburador o encrespará a la tripulación. No juegues con estas cosas. Son muy peligrosos."

### Jaljin Gol
La Batalla de Jaljin Gol, un conflicto fronterizo de 1939 ostensiblemente entre Mongolia y Manchukuo, fue testigo de fuertes combates entre el Ejército Imperial Japonés y las fuerzas soviéticas. La infantería japonesa, que carecía de equipo antitanque, atacó los tanques soviéticos con botellas llenas de gasolina. Los soldados de infantería japoneses afirmaron que varios cientos de tanques soviéticos habían sido destruidos de esta manera, aunque los registros de pérdidas soviéticos no apoyan esta evaluación.

### Segunda Guerra Mundial

#### Finlandia

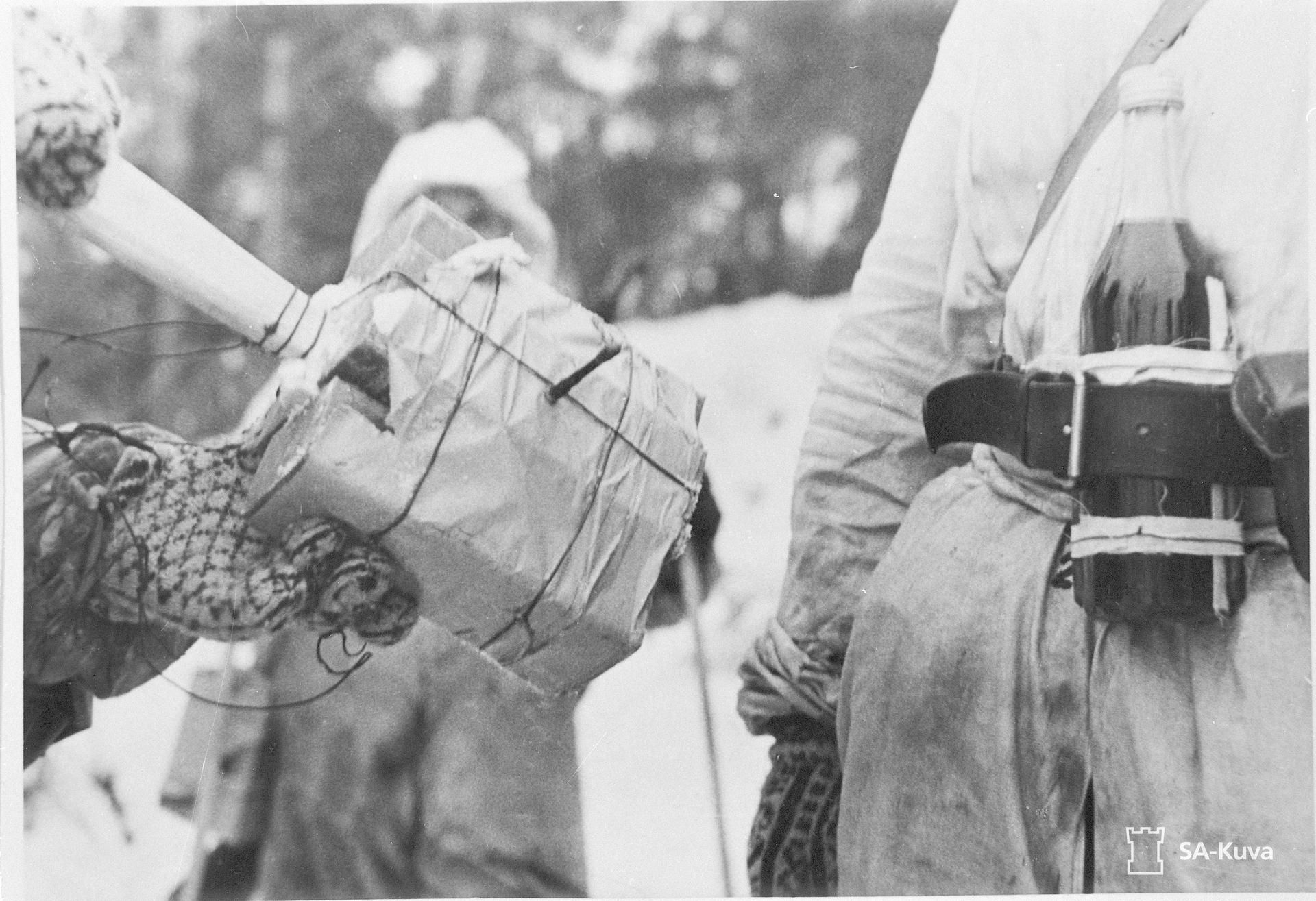
Soldados finlandeses en la Guerra de Invierno. Los tanques fueron destruidos con cargas satchel y cócteles Molotov. La botella tiene fósforos de tormenta en lugar de un trapo como mecha.

El 30 de noviembre de 1939, la Unión Soviética atacó Finlandia, iniciando lo que se conoció como la Guerra de Invierno. El Finlandés perfeccionó el diseño y el uso táctico de la bomba de gasolina. El combustible para el cóctel Molotov se refinó a una mezcla ligeramente pegajosa de alcohol, queroseno, alquitrán y clorato de potasio. Otros perfeccionamientos incluyeron la colocación de fósforos a prueba de viento o una ampolla de productos químicos que se encendería al romperse, eliminando así la necesidad de preencender la botella, y se descubrió que dejar la botella vacía en un tercio aproximadamente hacía más probable su rotura.
Un informe del War Office británico fechado en junio de 1940 señalaba que:
"La política de los finlandeses era permitir que los tanques rusos penetraran en sus defensas, incluso induciéndolos a hacerlo "canalizándolos" a través de huecos y concentrando el fuego de sus armas pequeñas sobre la infantería que los seguía. Los tanques que penetraban eran enfrentados por el fuego de los cañones en campo abierto y por pequeños grupos de hombres armados con cargas explosivas y bombas de gasolina en los bosques y pueblos... La esencia de la política era la separación del AFVs de la infantería, ya que una vez en solitario el tanque tiene muchos puntos ciegos y una vez detenido puede ser eliminado a placer.
Los cócteles molotov acabaron siendo producidos en masa por la corporación Alko en su destilería de Rajamäki, empaquetados con cerillas para encenderlos. La producción alcanzó los 450.000 ejemplares durante la Guerra de Invierno. La receta original del cóctel Molotov era una mezcla de etanol, alquitrán y gasolina en una botella de 750 ml. La botella tenía dos largos fósforos de tormenta pirotécnicos unidos a cada lado. Antes de utilizarlas, se encendía una o las dos cerillas; cuando la botella se rompía por el impacto, la mezcla se encendía. Se comprobó que las cerillas de tormenta eran más seguras de utilizar que un trapo encendido en la boca de la botella.

#### Reino Unido

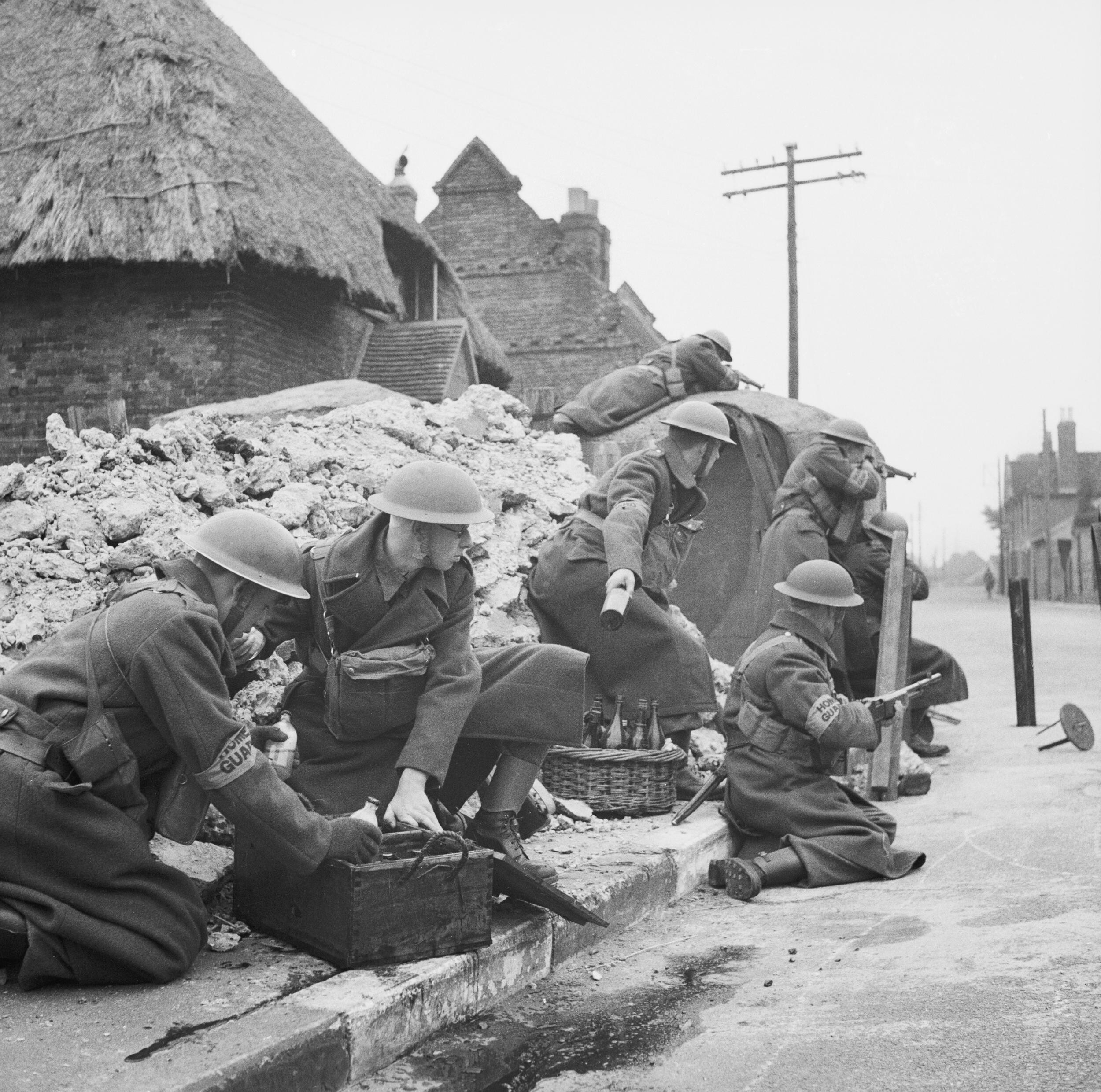
Un escuadrón de soldados de la Guardia Nacional entrenando para defender una calle con bombas molotov.

A principios de 1940, con los preparativos británicos contra la invasión de la Segunda Guerra Mundial, las posibilidades de la bomba de gasolina se apoderaron de la imaginación del público británico. Para los profanos, la bomba de gasolina tenía la ventaja de utilizar materiales totalmente familiares y disponibles, y se improvisaron rápidamente en grandes cantidades, con la intención de utilizarlas contra los tanques enemigos.
Los finlandeses habían comprobado que eran eficaces cuando se utilizaban de forma correcta y en número suficiente. Aunque la experiencia de la guerra civil española recibió más publicidad, las tácticas de guerra del petróleo más sofisticadas de los finlandeses no pasaron desapercibidas para los comandantes británicos. En su discurso del 5 de junio a los líderes de la LDV, General Ironside dijo:
"Quiero desarrollar esta cosa que desarrollaron en Finlandia, llamada "cóctel Molotov", una botella llena de resina, gasolina y alquitrán que si se lanza encima de un tanque se encenderá, y si se lanza media docena o más sobre él los tienes cocidos. Es una cosa bastante efectiva. Si puedes usar tu ingenio, te doy una foto de un bloque [de carretera] con dos casas cerca del bloque, con vistas a él. Hay muchos pueblos así. Por las ventanas superiores es el lugar para dejar caer estas cosas sobre el tanque cuando pasa por la cuadra. Puede que sólo lo detenga durante dos minutos allí, pero será bastante efectivo."
Wintringham advirtió que un tanque aislado de la infantería de apoyo era potencialmente vulnerable a los hombres que tenían la determinación y la astucia necesarias para acercarse. Los fusiles o incluso una escopeta serían suficientes para persuadir a la tripulación de que cerrara todas las escotillas, y entonces la visión desde el tanque es muy limitada; una ametralladora montada en la torreta tiene un recorrido muy lento y no puede esperar rechazar a los atacantes que vienen de todas las direcciones. Una vez que está lo suficientemente cerca, es posible esconderse donde el artillero del tanque no puede ver: "La distancia más peligrosa de un tanque es de 200 yardas; la distancia más segura es de seis pulgadas"  Las bombas de gasolina pronto producirán una nube de humo cegadora, y un paquete explosivo bien colocado o incluso una barra de hierro robusta en las vías puede inmovilizar el vehículo, dejándolo a merced de más bombas de gasolina - que asfixiarán el motor y posiblemente a la tripulación - o una carga explosiva o una mina antitanque.
En agosto de 1940, la Oficina de Guerra elaboró instrucciones de entrenamiento para la creación y el uso de cócteles Molotov. Las instrucciones sugerían marcar las botellas verticalmente con un diamante para asegurar su rotura y proporcionar un trapo empapado en combustible, cerillas a prueba de viento o un trozo de película de cine (entonces compuesta de nitrocelulosa altamente inflamable) como fuente de ignición.
El 29 de julio de 1940, los fabricantes Albright & Wilson de Oldbury demostraron a la RAF cómo su fósforo blanco podía utilizarse para encender bombas incendiarias. La demostración consistió en lanzar botellas de vidrio que contenían una mezcla de gasolina y fósforo a trozos de madera y a una cabaña. Al romperse, el fósforo quedó expuesto al aire y se encendió espontáneamente; la gasolina también se quemó, provocando un feroz incendio. Por motivos de seguridad, la RAF no estaba interesada en las municiones de fósforo blanco como fuente de ignición, pero la idea de una bomba de gasolina autoinflamable se impuso. Inicialmente conocida como bomba A.W., se denominó oficialmente Granada n.º 76, pero se conoce más comúnmente como granada SIP (Self-Igniting Phosphorus). La lista perfeccionada de ingredientes era fósforo blanco, benceno, agua y una tira de dos pulgadas de goma cruda; todo ello en una botella de media pinta sellada con un tapón de corona. Con el tiempo, el caucho se disolvería lentamente, haciendo que el contenido fuera ligeramente pegajoso, y la mezcla se separaría en dos capas esto era intencionado, y la granada no debía agitarse para mezclar las capas, ya que esto sólo retrasaría la ignición. Cuando se lanzaba contra una superficie dura, el cristal se rompía y el contenido se encendía instantáneamente, liberando humos asfixiantes de pentóxido de fósforo y dióxido de azufre, además de producir una gran cantidad de calor. Se dieron instrucciones estrictas para almacenar las granadas de forma segura, preferiblemente bajo el agua y, desde luego, nunca en una casa. Entregada principalmente a la Guardia Nacional como arma antitanque, se produjo en grandes cantidades; en agosto de 1941 se habían fabricado más de 6.000.000.
Hubo muchos que se mostraron escépticos sobre la eficacia de los cócteles Molotov y las granadas SIP contra los tanques alemanes más modernos. El diseñador de armas Stuart Macrae fue testigo de una prueba de la granada SIPs en el Farnborough: "Hubo cierta preocupación de que, si los conductores de los tanques no podían detenerse lo suficientemente rápido y saltar, era probable que murieran encrespados, pero después de ver las botellas dijeron que estarían encantados de arriesgarse". Se demostró que los conductores tenían razón, ya que las pruebas realizadas en los modernos tanques británicos confirmaron que las granadas Molotov y SIP no causaban a los ocupantes de los tanques "ningún inconveniente".
Wintringham, aunque entusiasmado con las armas improvisadas, advirtió contra la dependencia de los cócteles molotov y subrayó repetidamente la importancia de utilizar cargas explosivas.

#### Estados Unidos
El ejército estadounidense designó los cócteles Molotov como granadas frangibles. Presentaban una notable cantidad de variantes, desde las que utilizaban un fino combustible con variados sistemas de ignición, hasta las que utilizaban obscurantes y armas químicas. Se desarrollaron varios diseños de granadas frangibles, siendo las investigadas por el NDRC las de mayor nivel tecnológico. Estos artefactos incendiarios empleaban los rellenos más avanzados tecnológicamente en el conflicto. 
La Granada Frangible M1 era el dispositivo estándar de los EE. UU., pero cada división del ejército podía idear el suyo propio. Se desarrollaron dos modelos no industriales de estas granadas y se fabricaron en cierta cantidad. En total, se fabricaron unas cinco mil. Las granadas frangibles contaban con encendedores químicos estandarizados, algunos eran específicos para cada relleno inflamable.
La mayoría de los artefactos frangibles se hacían de forma improvisada, sin estandarización en cuanto a la botella y el relleno. Las granadas frangibles fueron finalmente declaradas obsoletas, debido a su muy limitado efecto destructivo.
Se suministraron 1107 frangibles, tipo M1, NP a la marina y sus unidades para su uso en el campo en Iwo Jima.

#### Otros frentes de la Segunda Guerra Mundial
El Ejército Nacional Polaco desarrolló una versión que se encendía con el impacto sin necesidad de mecha. La ignición se producía por una reacción entre el ácido sulfúrico concentrado mezclado con el combustible y una mezcla de clorato de potasio y azúcar que se cristalizaba de la solución en un trapo adherido a la botella.
Durante la campaña noruega de 1940, el ejército noruego, al carecer de armamento antitanque adecuado, tuvo que recurrir a las bombas de gasolina y a otras armas improvisadas para luchar contra los blindados alemanes. Las instrucciones enviadas a las unidades del ejército en abril de 1940 por el Alto Mando noruego animaron a los soldados a iniciar la producción ad hoc de "cócteles Hitler" (una versión diferente del apodo finlandés del arma) para luchar contra los tanques y los carros blindados. Durante la campaña hubo casos en los que estas bombas de gasolina fueron bastante eficaces contra los tanques más ligeros empleados en Noruega por Alemania, como el Panzer I y el Panzer II.
El Cuerpo de Marines de los Estados Unidos desarrolló una versión durante la Segunda Guerra Mundial que utilizaba un tubo de ácido nítrico y un trozo de sodio metálico para encender una mezcla de gasolina y gasoil.

### Guerra moderna

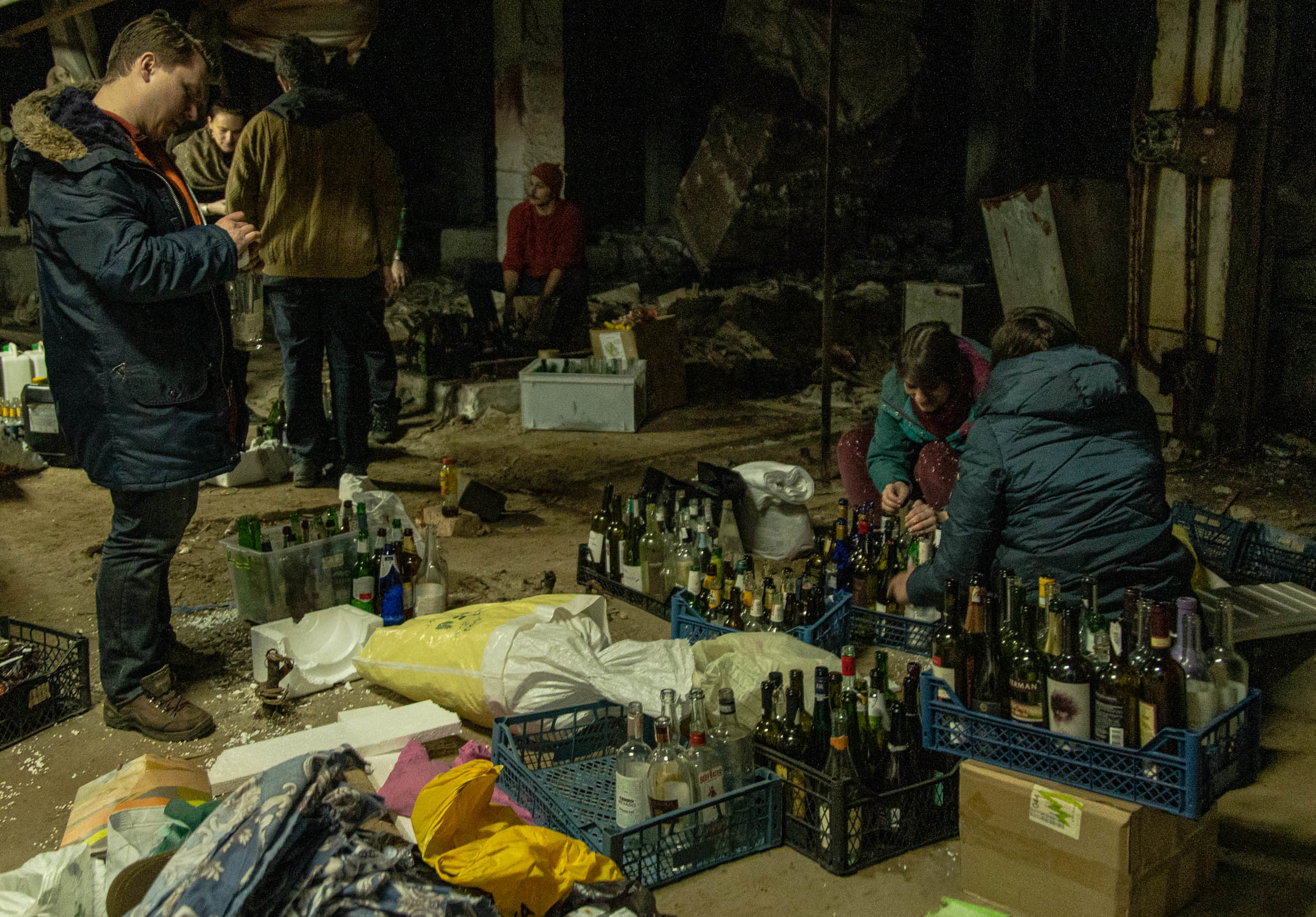
Civiles en Kiev preparando cócteles molotov para su uso durante la invasión rusa de Ucrania de 2022.

Durante la segunda batalla de Faluya en 2004, el Cuerpo de Marines de los Estados Unidos empleó cócteles molotov hechos con "una parte de detergente líquido para la ropa, dos partes de gas" mientras despejaban las casas "cuando se hace contacto en una casa y hay que quemar al enemigo". La táctica "se desarrolló en respuesta a las tácticas del enemigo" de guerra de guerrillas y, en particular, a las tácticas de martirio que a menudo provocaban bajas entre los marines estadounidenses. El cóctel era una alternativa menos expeditiva a las municiones de mortero de fósforo blanco o a los tanques de propano detonados con C4 (apodado "House Guest"), todos los cuales resultaron eficaces para quemar a los combatientes enemigos comprometidos.
Durante la invasión rusa de Ucrania de 2022, el ministro de Defensa ucraniano afirmó que cuando los rusos ingresaran en Kiev, los civiles deberían fabricar «cócteles Bandera» (en honor al héroe ucraniano Stepán Bandera [1909-1959], colaboracionista de los nazis alemanes).
El Ministerio de Defensa distribuyó a los civiles (a través de la televisión ucraniana) una receta para producir cócteles molotov, que incluía el uso de espuma de poliestireno como agente espesante para ayudar a que el líquido ardiente se pegue a los vehículos u otros objetivos.
La cervecería Pravda, en la ciudad de Leópolis, pasó de fabricar cerveza a cócteles molotov.
La organización rusa de control de los medios de comunicación Roskomnadzor demandó a la empresa estadounidense Twitter por no retirar las instrucciones sobre cómo preparar y utilizar cócteles molotov, por lo que Twitter tuvo que pagar una multa de 3 millones de rublos (41 000 dólares).